# トーヨーアサヒ
トーヨーアサヒ（欧字名:Toyo Asahi、1969年3月21日 - 不明）は、日本の競走馬、種牡馬。主な勝ち鞍に1972年の京王杯オータムハンデキャップ、1973年のダイヤモンドステークス、日本経済賞、ステイヤーズステークス、1974年のアルゼンチンジョッキークラブカップ。
「花の47年組」の一頭である。430kg台の小柄な馬体が特徴の馬であったが、正確なラップを刻みながら黙々と走るところから、別名「走る精密機械」と呼ばれた。

## 経歴
父・セダンは1955年のフランス産馬で、イタリアでの競走馬時代、1958年前半にイタリアダービー・プリンチペアメデオ賞・イタリア大賞・ミラノ大賞典を勝利。この4競走を全て勝った最初のイタリア馬となり、種牡馬となってからもイタリアのリーディングサイヤーになった。1965年からは日本で供用され、本馬の他にもコーネルランサー・アイフル・スリージャイアンツなど活躍馬を次々輩出、リーディングトップ10に何度も入る素晴らしい活躍を見せた。

### 戦績
1971年7月の新潟でデビューし、2戦目の新馬戦は取り消したが、3戦目の未勝利戦で初勝利を挙げる。条件戦に昇級してからは堅実なレースぶりを見せ、9月に行われたあかね賞（100万下）こそ6着と掲示板を外したが、その後は1着1回・2着3回と4連続連対でシーズンを終える。1972年は鞍上を樋口弘から大江原哲にバトンタッチし、始動戦のヴァイオレットS（400万下）では9番人気と評価を落としたが、イシノヒカルの3着に頑張った。続く菜の花賞（400万下）は3番人気で5着。鞍上を樋口に戻すと、青葉賞（500万下）で3勝目を挙げる。弥生賞・NHK杯は共に7着と敗れ、皐月賞・日本ダービーには参戦しなかった。秋に休み明け復帰戦の京王杯AHで古馬相手に重賞初制覇を挙げるが、その後はセントライト記念・オールカマー・カブトヤマ記念・クモハタ記念・ステイヤーズSと5連続で連対を外す。1973年は樋口から大江原に2度目の交代をするが、オープン10着・東京新聞杯14着と2連続惨敗。今度は小島太にバトンタッチし、初騎乗の中山記念で8着に盛り返すと、ダイヤモンドSではレコード勝ちで重賞2勝目を飾る。その後は京王杯SHで逃げられず5着、アルゼンチンJCCではクリイワイの3着に逃げ粘ったが、安田記念はまた逃げられず15着と惨敗。日本経済賞は増沢末夫の騎乗で逃げ切って重賞3勝目を飾り、この頃から長距離の逃げ馬として評価されるようになる。鞍上を小島に戻した10月の地方招待では3着に入り、目黒記念（秋）は6着、初の大レースとなった天皇賞（秋）では7着だった。ステイヤーズSでは再び増沢の騎乗で断然の1番人気に支持され、レースではスタート良く飛び出したタカジョーを前に行かせず、超スローペースで逃げを打つ。2周目の3コーナーで郷原洋行騎乗のリュウトップがまくって出ると、これを合図に各馬が始動を開始。自身も温存していたスタミナを最後に爆発させ、49秒8ー36秒9とマイル並みの上がりで逃げ切って重賞4勝目を飾る。勝ち時計の3分49秒4は自身2度目のレコードタイム。1974年はAJCCで同じく始動戦のハイセイコー（9着）に先んじる7着、中山記念ではハイセイコーに力の違いを見せつけられたが、タケホープに1馬身の差を付けた2着。連覇を狙ったダイヤモンドSはトップハンデ57kgを背負って1番人気に推されたが、最軽量49kgのゴールドロックの2着に敗れる。続くアルゼンチンJCCで重賞5勝目を飾り、6月には大井で行われた中央招待に参戦。レース当日はタケクマヒカルの2番人気に推されたが、初のダート戦で12頭中11着と大敗。芝に戻ってオープン戦7着の後、天皇賞（秋）14着、有馬記念9着を最後に現役を引退。

### 引退後
引退後は種牡馬となったが、目立った産駒を出せず、1985年9月に用途変更となる。その後、1986年の『優駿』の読者コーナーにトーヨーアサヒの行方を問う投書があったことで一時的に預けられていた浦河町の牧場からオーナーである藤田利勝（トーヨークラブ代表）の経営する牧場へ移動。草競馬にも出場していた。少なくとも1997年（28歳時）までは存命で、同牧場に繋養されていたが、死亡時期などは不明。

## 競走成績
- 1971年（7戦2勝）
  - 2着 - あきはぎ賞、ひいらぎ賞
- 1972年（11戦2勝）
  - 1着 - 京王杯オータムハンデキャップ、青葉賞
  - 3着 - ヴァイオレットステークス
- 1973年（12戦3勝）
  - 1着 - ダイヤモンドステークス、日本経済賞、ステイヤーズステークス
  - 3着 - アルゼンチンジョッキークラブカップ、地方競馬招待競走
- 1974年（8戦1勝）
  - 1着 - アルゼンチンジョッキークラブカップ
  - 2着 - 中山記念、ダイヤモンドステークス

## 血統表
| トーヨーアサヒの血統       | トーヨーアサヒの血統                           | トーヨーアサヒの血統   | （血統表の出典）       | （血統表の出典） |
| 父系                       | プリンスローズ系                               | プリンスローズ系       | プリンスローズ系       | [ § 2 ]          |
| 父 *セダン Sedan 1955 鹿毛 | 父の父Prince Bio 1941 鹿毛                     | Prince Rose            | Rose Prince            | Rose Prince      |
| 父 *セダン Sedan 1955 鹿毛 | 父の父Prince Bio 1941 鹿毛                     | Prince Rose            | Indolence              |                  |
| 父 *セダン Sedan 1955 鹿毛 | 父の父Prince Bio 1941 鹿毛                     | Biologie               | Bacteriophage          | Bacteriophage    |
| 父 *セダン Sedan 1955 鹿毛 | 父の父Prince Bio 1941 鹿毛                     | Biologie               | Eponge                 |                  |
| 父 *セダン Sedan 1955 鹿毛 | 父の母Staffa 1948 鹿毛                         | Orsenigo               | Oleander               | Oleander         |
| 父 *セダン Sedan 1955 鹿毛 | 父の母Staffa 1948 鹿毛                         | Orsenigo               | Ostana                 |                  |
| 父 *セダン Sedan 1955 鹿毛 | 父の母Staffa 1948 鹿毛                         | Signa                  | Ortello                | Ortello          |
| 父 *セダン Sedan 1955 鹿毛 | 父の母Staffa 1948 鹿毛                         | Signa                  | Superga                |                  |
| 母 カネカエデ 1956 鹿毛    | 母の父*ライジングライト Rising Light 1942 鹿毛 | Hyperion               | Gainsborough           | Gainsborough     |
| 母 カネカエデ 1956 鹿毛    | 母の父*ライジングライト Rising Light 1942 鹿毛 | Hyperion               | Selene                 |                  |
| 母 カネカエデ 1956 鹿毛    | 母の父*ライジングライト Rising Light 1942 鹿毛 | Bread Card             | Manna                  | Manna            |
| 母 カネカエデ 1956 鹿毛    | 母の父*ライジングライト Rising Light 1942 鹿毛 | Bread Card             | Book Debt              |                  |
| 母 カネカエデ 1956 鹿毛    | 母の母銀勝 1940 青毛                           | ハクコウ(持込)         | Purple Shade           | Purple Shade     |
| 母 カネカエデ 1956 鹿毛    | 母の母銀勝 1940 青毛                           | ハクコウ(持込)         | *スリリング            |                  |
| 母 カネカエデ 1956 鹿毛    | 母の母銀勝 1940 青毛                           | レイコウ               | *ガロン                | *ガロン          |
| 母 カネカエデ 1956 鹿毛    | 母の母銀勝 1940 青毛                           | レイコウ               | 第四プロポンチス       |                  |
| 母系(F-No.)                | プロポンチス系(FN:4-d)                         | プロポンチス系(FN:4-d) | プロポンチス系(FN:4-d) | [ § 3 ]          |
| 5代内の近親交配            | 5代内アウトブリード                            | 5代内アウトブリード    | 5代内アウトブリード    | [ § 4 ]          |
| 出典                       | 1. 2. 3. 4.                                    | 1. 2. 3. 4.            | 1. 2. 3. 4.            | 1. 2. 3. 4.      |